# Trev Alberts
Trevor Kendall Alberts (Cedar Falls, 8 agosto 1970) è un ex giocatore di football americano statunitense che ha giocato nel ruolo di linebacker nella National Football League (NFL).

## Biografia
Dopo avere giocato a football al college a Nebraska, Alberts fu scelto come quinto assoluto nel Draft NFL 1994 dagli Indianapolis Colts. A causa degli infortuni vi giocò solo tre spezzoni di stagione fino al 1996, dopo di che si ritirò. CBS l'ha classificato tra le peggiori 50 scelte del draft di tutti i tempi.

## Palmarès
- Butkus Award - 1993
- Jack Lambert Trophy - 1993
- All-American - 1993
- College Football Hall of Fame (classe del 2015)

## Statistiche
| Partite totali      | 29 |
| Partite da titolare | 7  |
| Tackle              | 69 |
| intercetti          | 1  |